# Malschwitz
Malschwitz (Sorbisch: Malešecy) is een gemeente en plaats in de Duitse deelstaat Saksen. De gemeente maakt deel uit van het Landkreis Bautzen. Malschwitz telt 4.637 inwoners.

## Geografie
De gemeente Malschwitz ligt aan de noordoever van de stuwdam Bautzen en ten zuiden van het Opperlausitzer heide- en merenlandschap in het officiële woongebied van de Sorben. Binnen de gemeentegrenzen bevinden zich meerdere grote meren. Het  ortsteil Kleinbautzen doorkruist de A 4 het gemeentegebied. Deze Autobahn is via de oprit Bautzen-Ost (ca. 5 km) te bereiken. Door het noordwesten van het gemeentegebied stroomt de Spree en verloopt de B 156. Bij het ortsteil Lömischau mondt het Löbauer Wasser in de Spree.

### Gemeente-indeling
Tot de gemeente Malschwitz behoren de volgende 23 Ortsteile:
| - Baruth bei Bautzen (Bart), 450 inwoners - Briesing (Brězynka), 124 inw. - Brießnitz (Brězecy), 60 inw. - Brösa (Brězyna), 197 inw. - Buchwalde (Bukojna), 166 inw. - Cannewitz (Skanecy), 81 inw. - Doberschütz (Dobrošecy), 180 inw. - Dubrauke (Dubrawka), 183 inw. - Gleina (Hlina), 153 inw. - Guttau (Hućina), 371 inw. - Halbendorf/Spree (Połpica), 223 inw. - Kleinbautzen (Budyšink), 447 inw. | - Kleinsaubernitz (Zubornička), 344 inw. - Lieske (Lěskej), 46 inw. - Lömischau (Lemišow), 123 inw. - Malschwitz (Malešecy), 679 inw. - Neudorf/Spree (Nowa Wjes/Sprjewja), 159 inw. - Niedergurig (Delnja Hórka), 390 inw. - Pließkowitz (Plusnikecy), 208 inw. - Preititz (Přiwćicy), 270 inw. - Rackel (Rakojdy), 260 inw. - Ruhethal (Wotpočink), 15 inw. - Wartha (Stróža), 153 inw. |

## Galerij

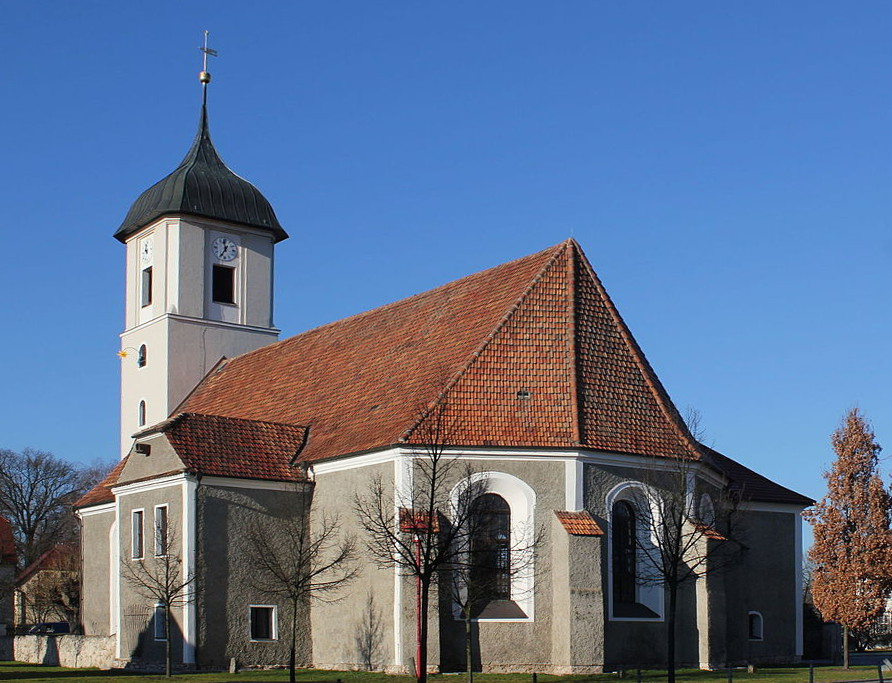
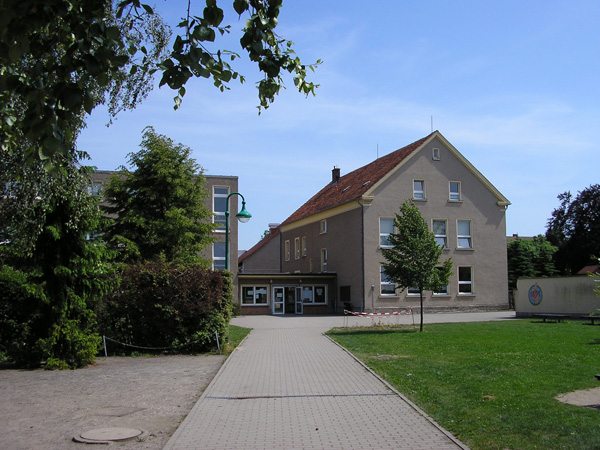
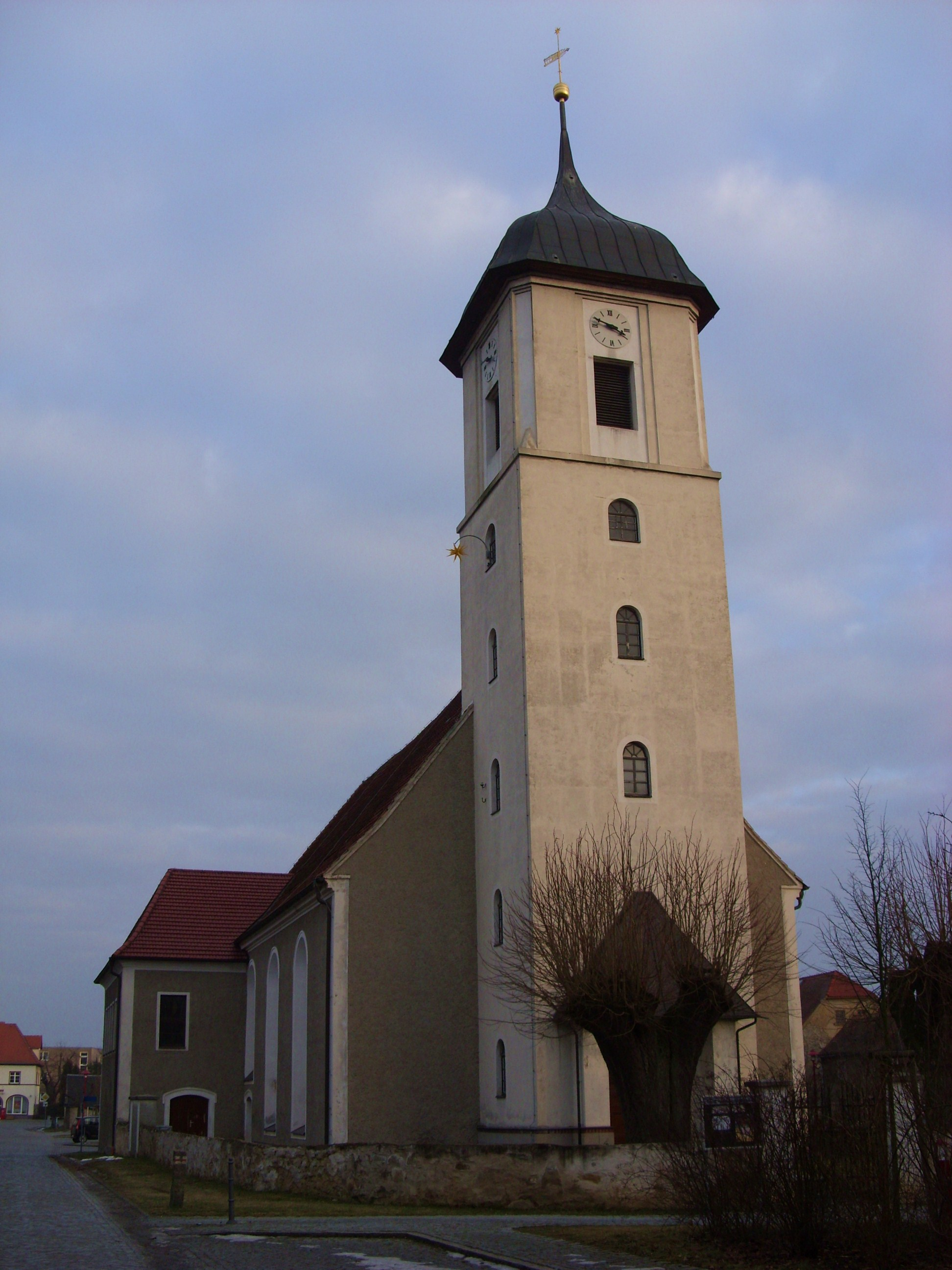
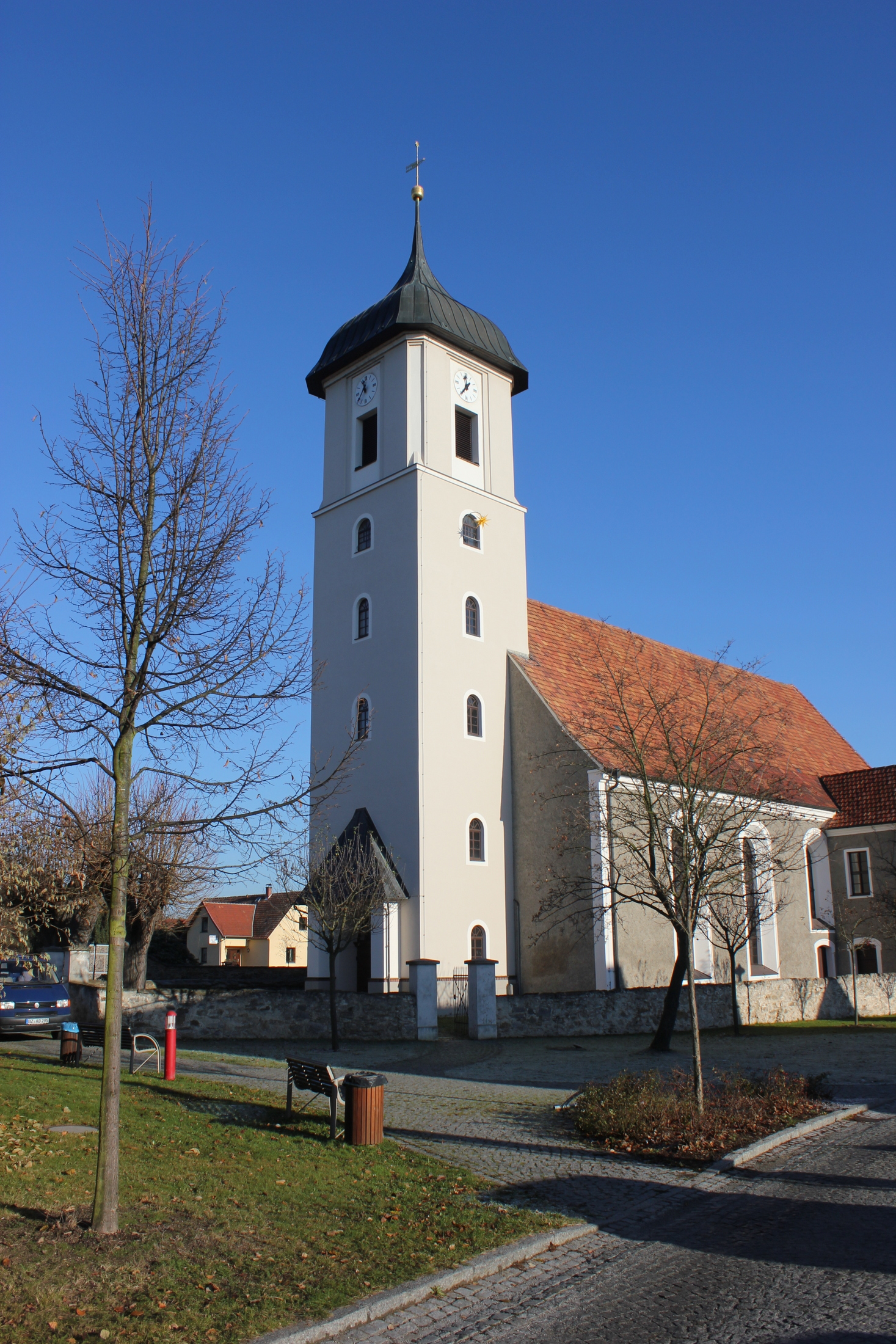
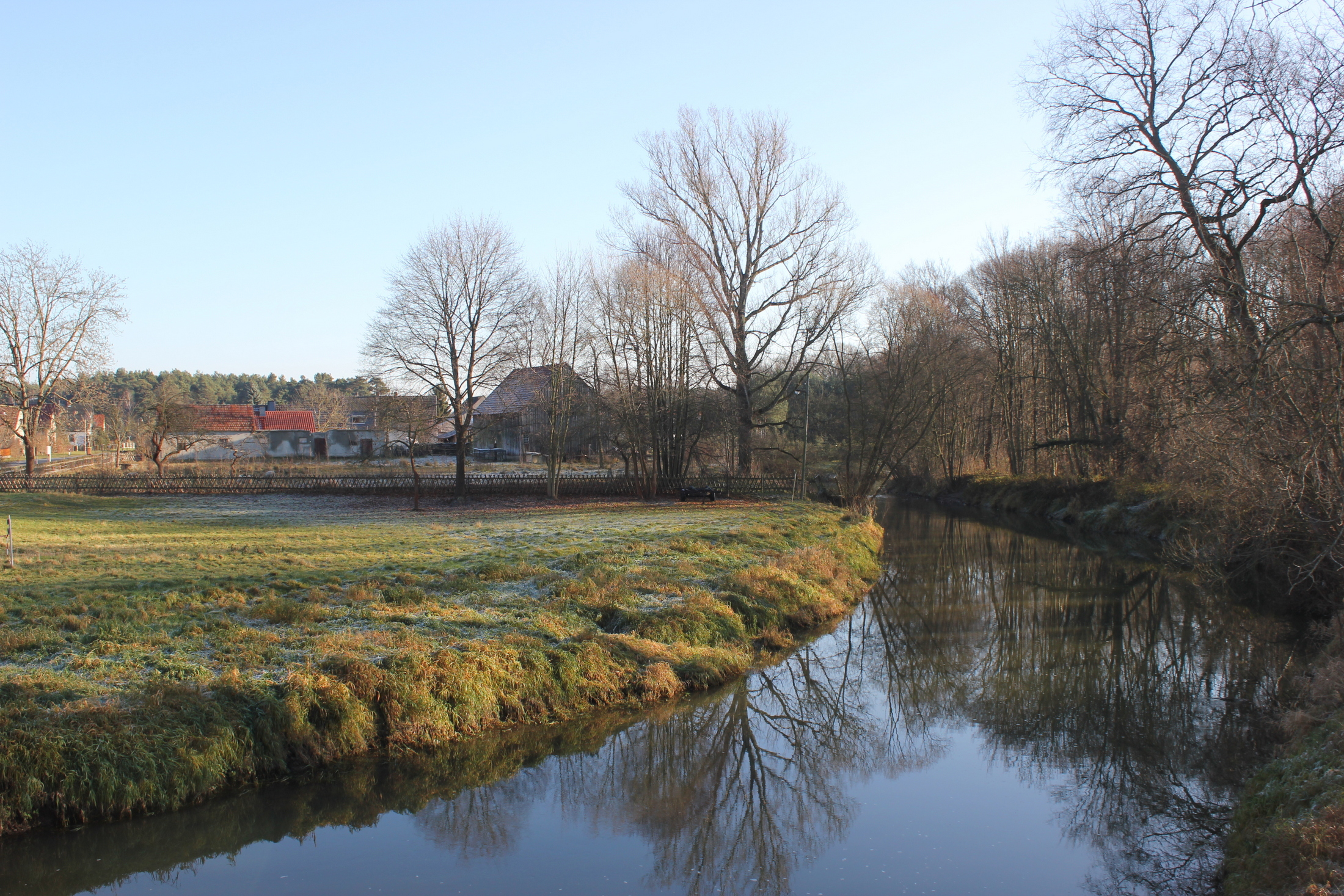
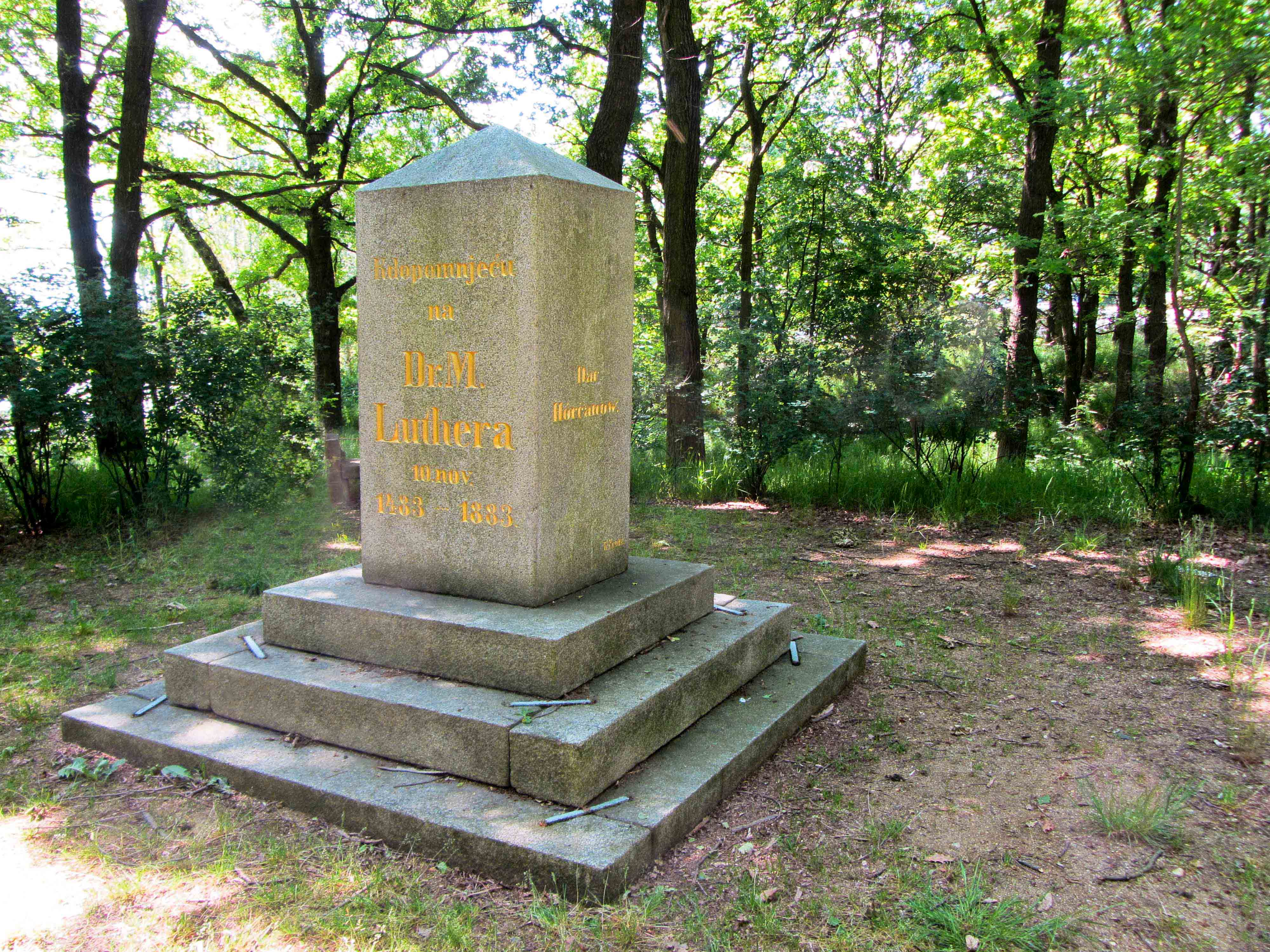
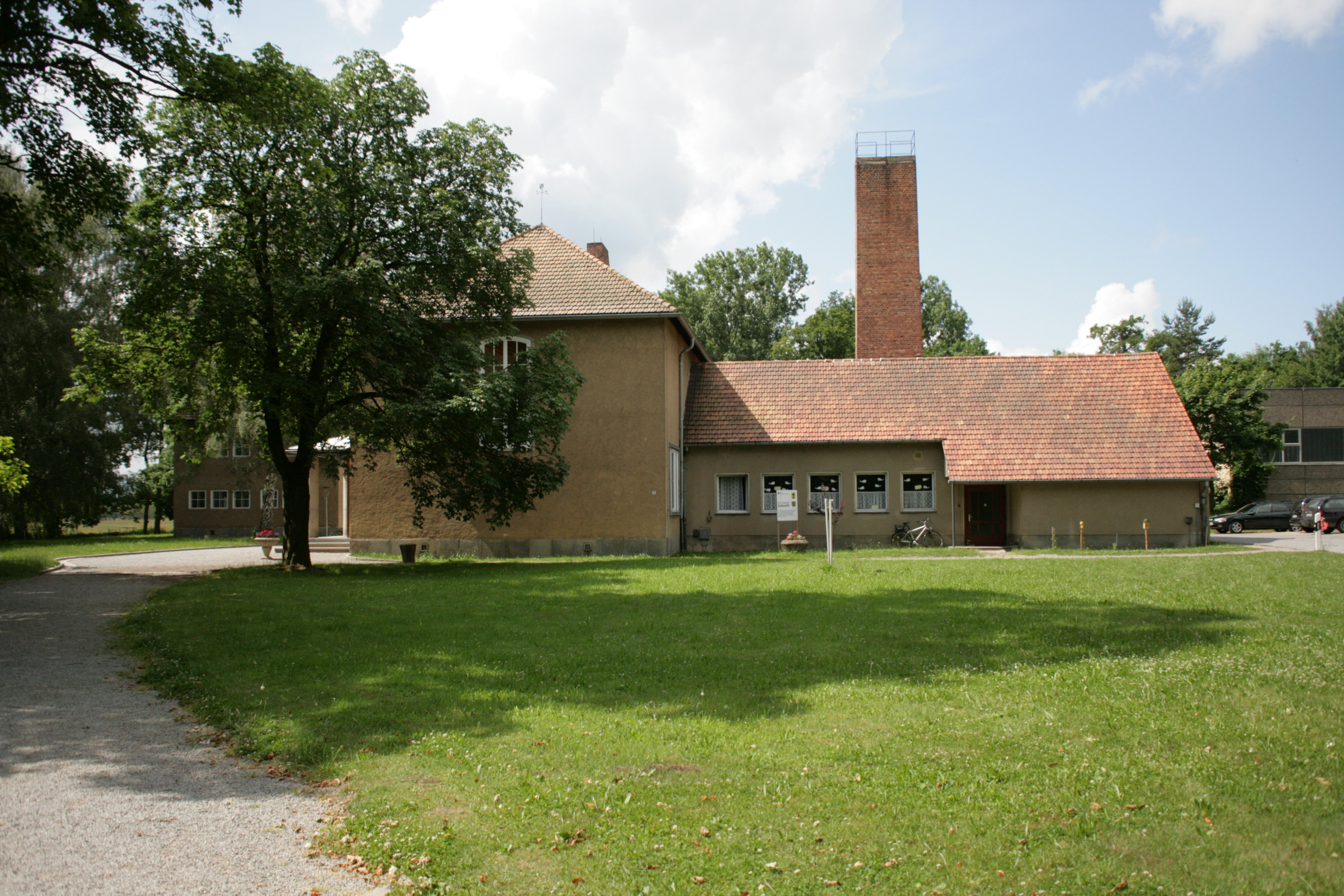

Arnsdorf ·
Bautzen ·
Bernsdorf ·
Bischofswerda ·
Burkau ·
Crostwitz ·
Cunewalde ·
Demitz-Thumitz ·
Doberschau-Gaußig ·
Elsterheide ·
Elstra ·
Frankenthal ·
Göda ·
Großdubrau ·
Großharthau ·
Großnaundorf ·
Großröhrsdorf ·
Großpostwitz ·
Haselbachtal ·
Hochkirch ·
Hoyerswerda ·
Kamenz ·
Königsbrück ·
Königswartha ·
Kubschütz ·
Lauta ·
Laußnitz ·
Lichtenberg ·
Lohsa ·
Malschwitz ·
Nebelschütz ·
Neschwitz ·
Neukirch ·
Neukirch/Lausitz ·
Obergurig ·
Ohorn ·
Ottendorf-Okrilla ·
Oßling ·
Panschwitz-Kuckau ·
Pulsnitz ·
Puschwitz ·
Räckelwitz ·
Radeberg ·
Radibor ·
Ralbitz-Rosenthal ·
Rammenau ·
Schirgiswalde-Kirschau ·
Schmölln-Putzkau ·
Schwepnitz ·
Schönteichen ·
Sohland an der Spree ·
Spreetal ·
Steina ·
Steinigtwolmsdorf ·
Wachau ·
Weißenberg ·
Wiednitz ·
Wilthen ·
Wittichenau